# Vicht (Stolberg)
Vicht ist ein Dorf in der Nordeifel und seit 1972 Stadtteil von Stolberg (Rhld.) in der nordrhein-westfälischen Städteregion Aachen. Es hat etwa 1.900 Einwohner (Stand: 2005).

## Geographie

### Lage
Vicht liegt in der Nordeifel im Nordteil des deutsch-belgischen Naturpark Hohes Venn-Eifel. Es erstreckt sich in nordsüdlicher Ausdehnung entlang des Vichtbachs (Vicht), der von Zweifall kommend und etwa zwei Drittel des Ortes durchquerend etwa nach Norden in Richtung Stolberg fließt. Das Dorf liegt auf etwa 263 m ü. NHN Höhe.

### Ortsteile und Nachbarortschaften
Zu Vicht gehören die kleineren Ortsteile Münsterau im Süden und Stollenwerk im Osten. Stollenwerk liegt am Fischbach, welcher bei Vicht in den Vichtbach mündet. Nachbarorte sind Zweifall im Süden, Mausbach im Nordosten, Breinig mit Breinigerberg im Westen und Oberstolberg im Nordwesten.

## Geschichte

### Ortsgeschichte

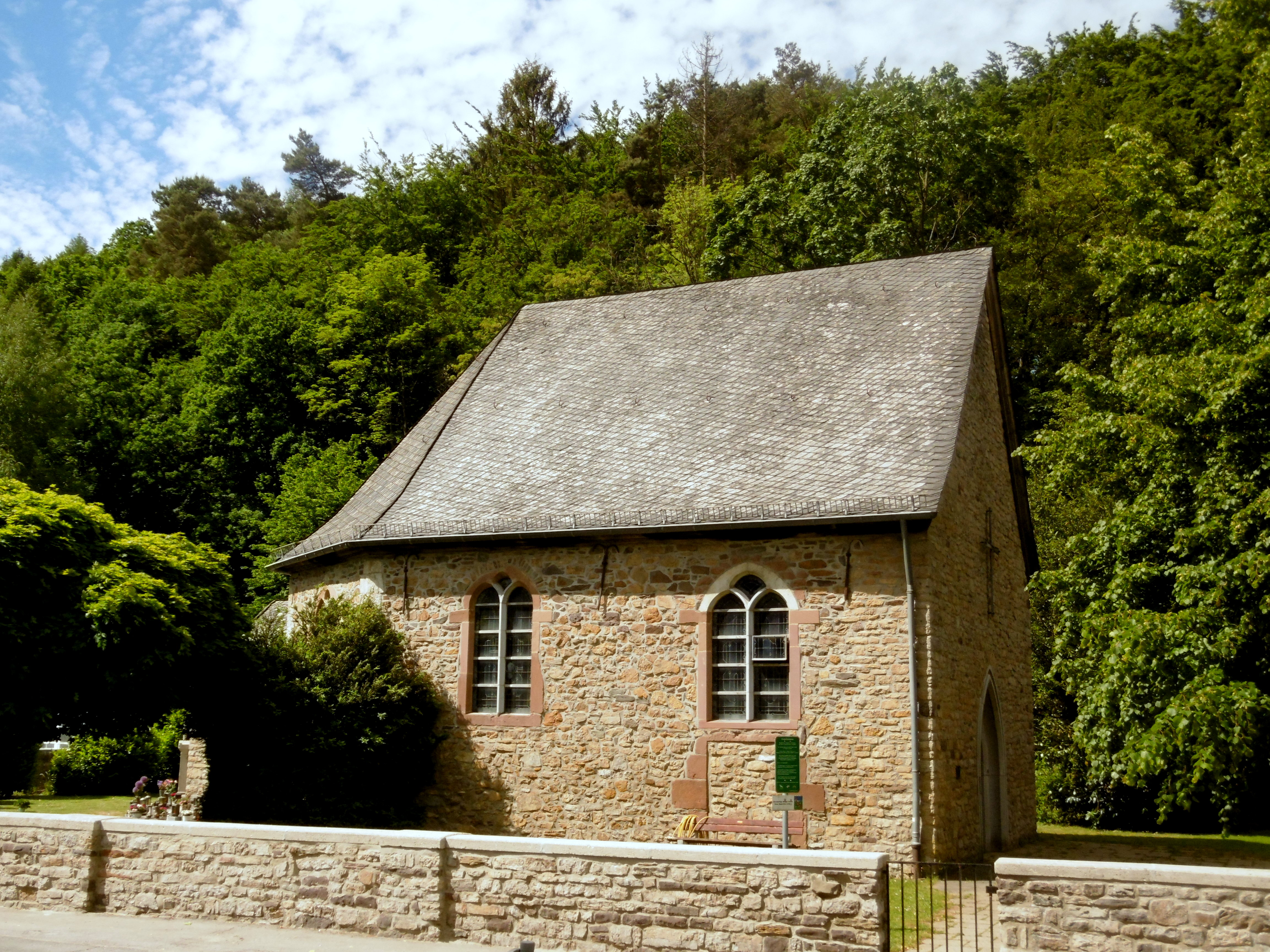
Friedhofskapelle

Unter dem Namen „Feicht“ wurde der Ort Vicht erstmals im Jahre 1322 im Reichswaldbuch erwähnt. Bis zum Jahre 1435 gehörte der Ort zum Herzogtum Niederlothringen, Unterherrschaft Montjoie (Monschau). Anschließend kam es bis 1797 zum Herzogtum Jülich. Keine Belege gibt es für eine Ansiedlung im Vichttal zur Römerzeit, doch war dieses Tal durch die Römerstraße von Breinig her erschlossen. Außerdem ist die Eifelstraße, die heute parallel zum Vichtbach verläuft, bereits vor Jahrhunderten Teil des Jakobsweges gewesen.
Eine Urkunde des Herzogs Wilhelm von Jülich aus dem Jahre 1573 gab den Brüdern Stollenwerk die Erlaubnis, neben ihrer „Iserhütte“ (Eisenhütte) zwei Wasserräder zum Betrieb einer Öl- und Getreidemühle anzulegen.
Es dürfte feststehen, dass der Herzog von Jülich in Vicht selbst einen Eisenhammer besaß. Die Flurnamen Henneswerk und Stollenwerk beweisen das Vorhandensein solcher Reitwerke. Die bedeutendsten Reitmeister waren die Hoeschs, die in Vicht die Reitwerke Junkershammer, Neuenhammer und Platenhammer betrieben. 1558 wurde ein „Kryns Kyrstgens von der Veigt“ in einer Eisenhammerrechnung des Jülicher Herzogs genannt.
Schwer hatten auch die Vichter unter Erdbeben zu leiden, die von 1755 bis 1757 die Gegend heimsuchten. Daher kommt das Versprechen, in jedem Jahr nach Heimbach zu wallfahrten.
1792 drangen die Franzosen in das Vichtbachtal ein, wurden 1793 verdrängt, kamen aber ein Jahr später wieder. Von 1794 bis 1815 war Vicht zusammen mit Krewinkel, Mausbach und Werth ein Ort in der Mairie Gressenich im Kanton Eschweiler im Département de la Roer. 1816 kam es an den Landkreis Aachen und verblieb in der Gemeinde Gressenich. Den Abzug der Franzosen feierte man durch Aufstellung eines „Freiheitsbaumes“, einer Kastanie, die bis 1951 neben dem Nepomuk-Kapellchen an der Leuwstraße stand. Von 1808 an gehörte Vicht zum Bereich des Friedensgerichts und später Amtsgerichts Eschweiler, später zum Amtsgericht Stolberg und seit 1972 wieder zum Amtsgericht Eschweiler. Die Verlängerung der Straße von Stolberg bis Zweifall in der Mitte des 19. Jahrhunderts verbesserte die Verkehrsanbindung des Ortes und führte zu mehr Bebauung. Erst Begradigungen der Vicht in den 1960er und 1970er Jahren führten ein Ende des Hochwasserproblems herbei. Am 1. Januar 1972 kam Vicht zusammen mit der restlichen Gemeinde Gressenich zu Stolberg.

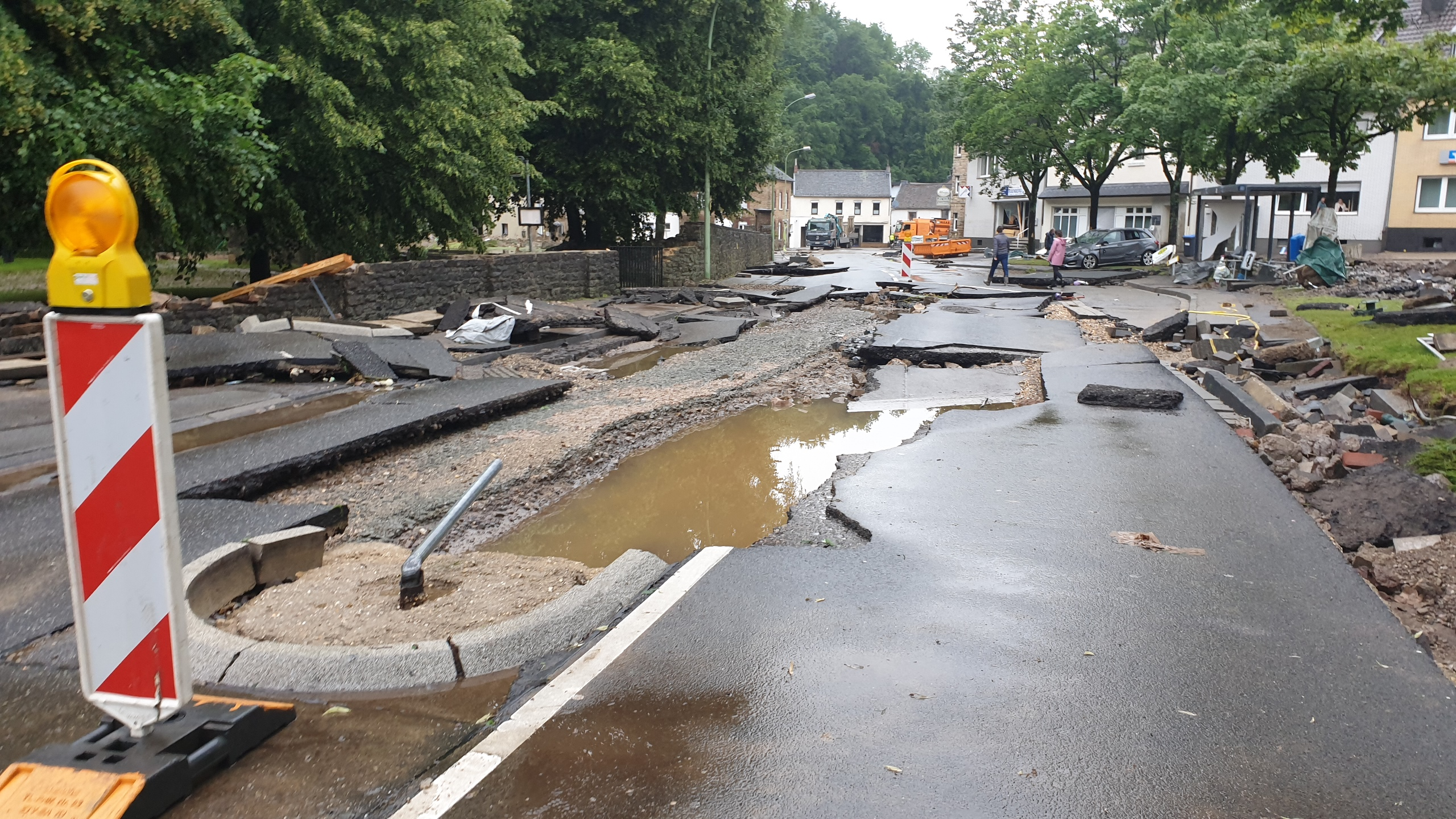
Vicht im Bereich der Kirche
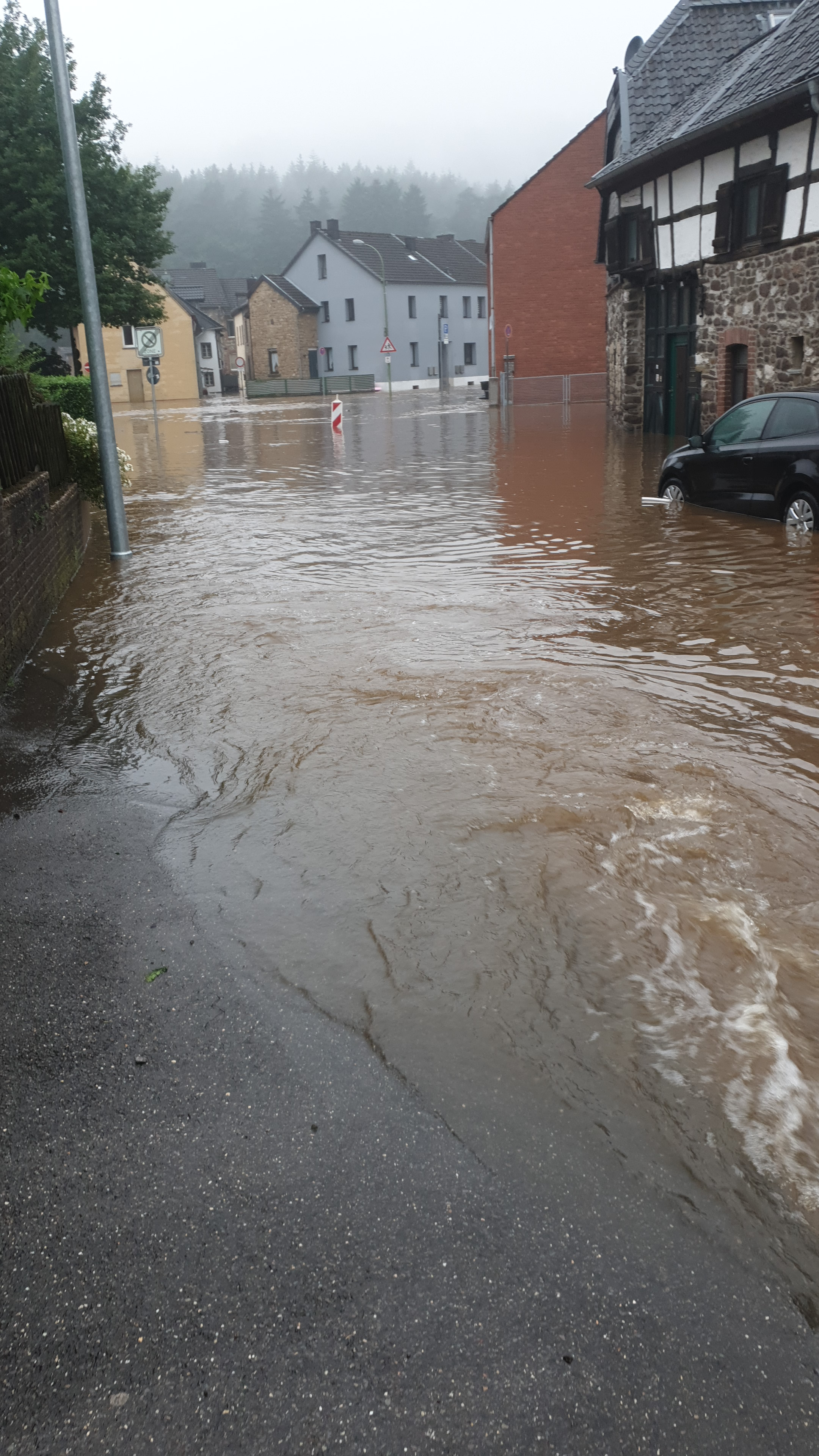
Vicht am Ferkesmaat

In Folge von starken Regenfällem mit über 200 l pro m² in 24 Stunden wurde Vicht am 14./15. Juli 2021 überflutet. Die Wucht der Flutwelle traf das Dorf Vicht frontal und fast unvorbereitet. Die Flutwelle zerstörte die komplette Infrastruktur von Vicht. Alle Häuser entlang der Durchgangsstraße (Eifelstraße) wurden geflutet. Neben der Flutwelle über die Vicht, führte auch der zufließende Fischbach erhebliche Regenmengen, welche auch zu diversen Überschwemmungen im Bereich der Fischbachstraße und Bussenheide führte.

### Ortsname
Der Ortsname stammt vom Vichtbach. Jahrhunderte zuvor war das Dorf unter dem Namen „Feicht“ bekannt, ebenso der Bach. Ob der Ort nach dem Bach benannt wurde oder umgekehrt, ist nicht bekannt. Eine Benennung nach dem Bachlauf ist die wahrscheinlichere Möglichkeit.

## Religion

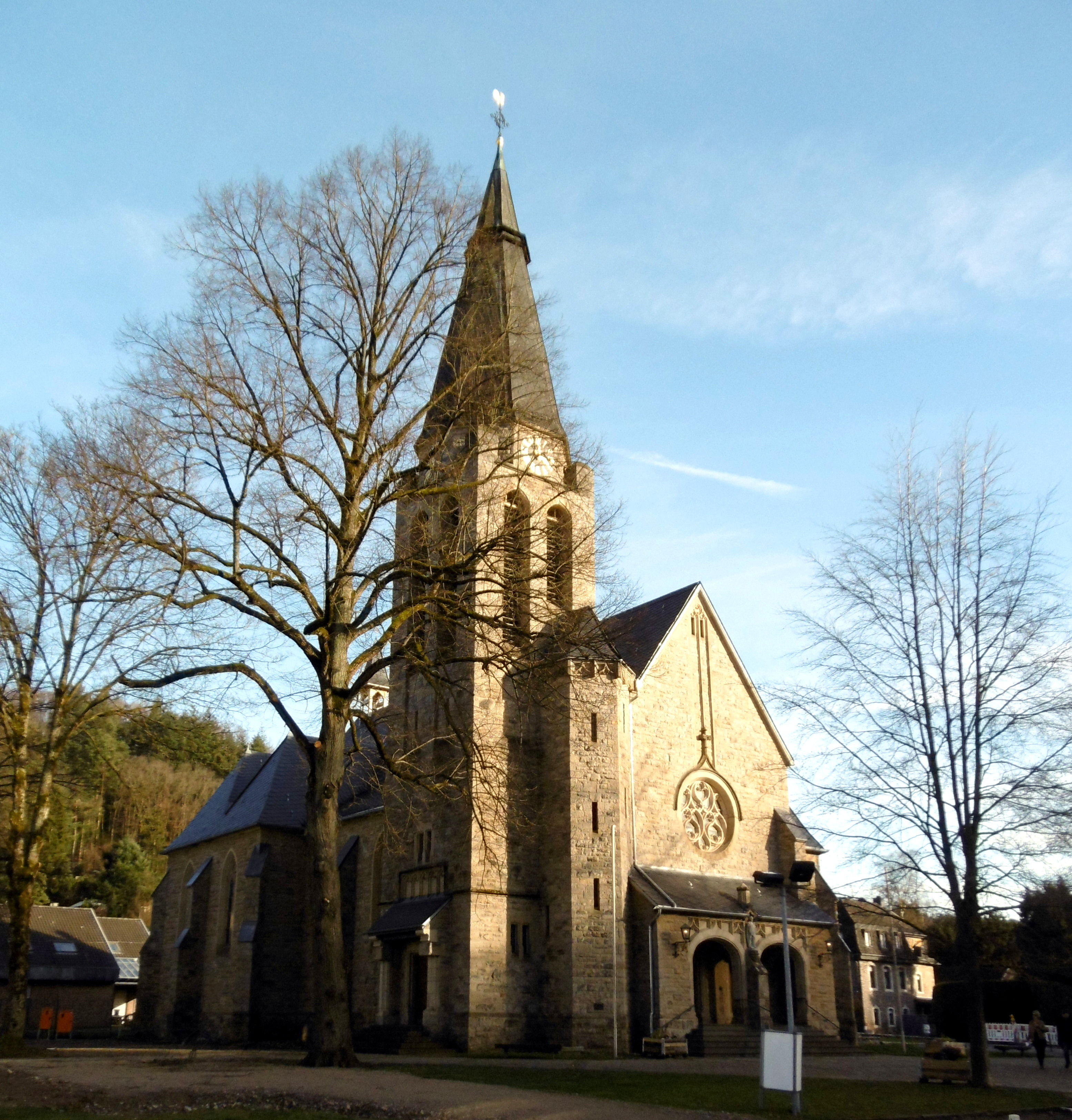
Römisch-katholische Pfarrkirche „Johann-Baptist“

1694 wurde Vicht eine von der Mutterpfarre Lendersdorf unabhängige Pfarre. In der Pfarrkirche St. Johannes Baptist war Jörg Lau in den 1970er Jahren ein „glühend begeisterter Messdiener“. Die bereits 1675 errichtete und 1993 renovierte Johanneskapelle wurde 1848 erweitert und nach dem Bau der heutigen Pfarrkirche im Jahre 1911/12 zurückgebaut und nur noch als Totenkapelle genutzt.

## Sehenswürdigkeiten
Die Felsformation Kluckensteine im Vichter Konglomerat sind als Naturdenkmal geschützt.

## Verkehr
Vicht liegt an der Landesstraße 238. Die nächsten Autobahnanschlussstellen sind Aachen-Brand an der A 44 und Eschweiler-West an der A 4.
Die AVV-Buslinien 1, 8, 15 und 42 der ASEAG verbinden Vicht mit Stolberg-Mitte, Breinig, Aachen, Eschweiler und Gressenich.
| Linie | Verlauf |
| ----- | --- |
| 1     | Uniklinik – Westbahnhof – Ponttor – Aachen Bushof – Ludwig Forum – Talbot – Haaren – Verlautenheide – Atsch – Stolberg Mühlener Bf – Stolberg Altstadt – Binsfeldhammer – Bernardshammer – Vicht – Fleuth – Mausbach – Diepenlinchen – Werth – Gressenich – Schevenhütte                   |
| 8     | Zweifall – Münsterau – Vicht – Bernardshammer – Binsfeldhammer – Stolberg Altstadt – Stolberg Mühlener Bf – Velau – Steinfurt – Siedlung Waldschule – Pumpe-Stich – Röthgen – Talbahnhof/Raiffeisenplatz – Krankenhaus – Eschweiler Bushof                                                 |
| 15    | Elisenbrunnen – Aachen Bushof – Kaiserplatz – Josefskirche – Bf Rothe Erde – Forst – Brand – Krauthausen – Dorff – Breinig (– Breinigerberg – Vicht – Fleuth – Mausbach – Diepenlinchen)                                                                                                   |
| 42    | (Schevenhütte →) Gressenich Kapelle – Krewinkel – Mausbach – Fleuth – / (Zweifall – Münsterau –) Vicht – Breinigerberg – Breinig – Dorff – Büsbach – Liester – Münsterbusch – Zinkhütter Hof – Stolberg Mühlener Bf – (Velau – Stolberg Hbf) / (Birkengang – Stolberg Hans-Böckler-Straße) |

## Karneval
Der Karneval in Vicht wird durch die KG 1935 Vicht e.v. Närrische Lehmjörese sowie durch die Tanzgruppe der Narren und Piratengarde 2000 Vicht e. V. gestaltet.

## Söhne des Ortes
- Josef Wentzler (1884–1942), Architekt
- Hans Müllejans (1929–2009), Aachener Dompropst
- Dietmar Momm (1946–2008), Bildhauer